# Sue Harnett
Sue Harnett (* November 1956 in Chicago) ist eine US-amerikanische Bankmanagerin. Sue Harnett ist verheiratet und hat zwei Kinder. Von Mai 2004 bis November 2007 war sie Vorstandsvorsitzende der Citibank Privatkunden AG & Co. KGaA mit Sitz in Düsseldorf.

## Ausbildung
Harnett studierte an der Marquette University Kommunikationswissenschaften und schloss 1978 mit dem Grad eines Bachelor of Arts (BA) ab. Später setzte sie ihre Studien an der Northwestern University in Evanston/Chicago fort, wo sie 1991 den Titel eines Master of Business Administration (MBA) erwarb.

## Berufliche Karriere
1979 begann Harnett ihre Karriere bei der Citibank, wo sie in verschiedenen Filialen und auf diversen Positionen vorwiegend im Privatkundengeschäft am Bankschalter (Retail) tätig war, u. a. als Chief Operating Officer für die Federal Savings Bank. 1997 übernahm sie für die Citibank in Kanada die Verantwortung für das Kreditkarten- und Privatkundengeschäft. 1999 folgte die Bankmanagerin ihrem langjährigen Ziehvater, dem Belgier Jean-Paul Votron, zur niederländischen ABN Amro, für die sie einen E-Commerce-Bereich aufbaute. 2001 kehrten Harnett und Votron zurück zur Citigroup, die 1998 aus Citibank und Travelers Group entstanden war. In der Brüsseler Citibank-Europazentrale übernahm die Retail-Bankerin als stellvertretende Chief Executive Officer das Massengeschäft mit Privatkunden in Europa, Russland, dem Nahen Osten und Afrika (EMEA). 
Als im Mai 2004 die in der Öffentlichkeit und bei Mitarbeitern beliebte Vorstandsvorsitzende der Citibank in Düsseldorf, Christine Licci, ihren Posten überraschend verließ, übernahm Sue Harnett deren Nachfolge. Als Business Managerin für das deutsche Privatkundengeschäft des Weltmarktführers Citigroup sollte sie den Wachstumskurs fortsetzen und dafür sorgen, dass die Bank ihre Kreditnehmer besser überprüft. 2003 hatte die hohe Risikovorsorge für gefährdete Kredite die Bilanz der Citibank belastet, die Rückstellungen für faule Kredite mussten um fast 50 Prozent auf 390 Mio. Euro aufgestockt werden. Im September 2004 kündigte Harnett bei einem Bankenkongress einen kräftigen Ausbau des Beratungsangebots mit „maßgeschneiderten Produkten“ an, nachdem sie bei ihrer Ankunft in Deutschland einen besonderen Bedarf der Bankkunden nach seriöser und unvoreingenommener Beratung festgestellt hatte. Gleichzeitig sollte jedoch der kostengünstige Vertrieb der Bankprodukte über Internet, Callcenter und Selbstbedienungsterminals fortgesetzt und vertieft werden. Im Oktober 2007 kündigte sie an, sich zum 30. November 2007 anderen Aufgaben innerhalb des Bankkonzerns zu widmen (fortan verantwortliche Leiterin für Restrukturierungsaufgaben) und verabschiedete sich vorab als Vorstandsvorsitzende (Regional Business Manager, Germany) von ihren Mitarbeitern in Deutschland.